# 아시오스 (신화)
아시오스(그리스어: Άσιος)는 그리스 신화의 트로이 전쟁에 나오는 인물로 다음의 두 사람의 이름이다.
- 히르타코스의 아들. 트로이를 돕기 위해 다르다넬스 해협 양쪽의 도시들,  페르코테, 프라티오스, 아리스베의 군대를 이끌고 참전했다.[1]  그가 다스리는 도시는 다르다넬스 양쪽에 있었는데 유럽쪽의 도시는 점령당했다. 트로이 군이 그리스 인들의 방벽까지 진격했을 때 잠시 전열을 가다듬고 정비하는데 그는 헥토르와 폴리다마스의 충고를 무시하고 방벽안으로 전차를 몰고 들어갔다. 그는 방벽안에서 크레타의 왕 이도메네우스의 창에 맞고 죽었다.[2]

- 프리기아인들의 왕 디마스의 아들. 디마스는 트로이의 여왕 헤카베의 형제이다. 역시 트로이 편에서 전쟁에 참가하였고 나중에 텔라몬의 아들, 아이아스에게 죽임을 당했다고 전해진다.